# Matthias Herrmann (Musikwissenschaftler)
Matthias Herrmann (* 14. Oktober 1955 in Mildenau, Erzgebirge) ist ein deutscher Musikwissenschaftler und Hochschullehrer.

## Leben
Matthias Herrmann war als Jugendlicher Mitglied des Dresdner Kreuzchores unter den Kreuzkantoren Rudolf Mauersberger und Martin Flämig. Er studierte an der Universität Leipzig Musikwissenschaft und war als Mitarbeiter in der Musikabteilung der Sächsischen Landesbibliothek in Dresden sowie der Kulturredaktion des Sächsischen Tageblattes Dresden tätig.
Er promovierte über die wettinische Hofmusik in Dresden um 1500 und habilitierte über das kompositorische Schaffen, speziell das Frühwerk von Rudolf Mauersberger. Als wissenschaftlicher Assistent und Oberassistent arbeitete er am Heinrich-Schütz-Archiv in Dresden und wurde 1993 auf eine Professur für Musikgeschichte am Institut für Musikwissenschaft der Hochschule für Musik Carl Maria von Weber in Dresden berufen. 2021 wurde er emeritiert. 
Er gibt beim Verlag Klaus-Jürgen Kamprad in Altenburg die Sächsischen Studien zur älteren Musikgeschichte (bisher 4 Bände) und beim Tectum Verlag in Marburg/Baden-Baden die Dresdner Schriften zur Musik (bisher 18 Bände) und die Schriften des Dresdner Kreuzchores (bisher 3 Bände) heraus.
Matthias Herrmann ist Mitglied im Redaktionsbeirat der Dresdner Hefte und Gründungsmitglied des Dresdner Geschichtsvereins e. V. (bis 2016 langjähriger Vorsitzender). Er war u. a. Sprecher des Vereins „Heinrich Schütz in Dresden“, Mitglied im Kulturbeirat der Landeshauptstadt Dresden und der Projektgruppe Musik des Dresdner Kulturamtes. 
Er leitete zahlreiche musikwissenschaftliche Tagungen und referierte im In- und Ausland, so u. a. in Japan, Österreich und Tschechien. 

## Werke
- Rudolf Mauersberger (1889–1971). Werkverzeichnis (RMWV), Dresden 1976, 2., gänzlich neu bearbeitete Auflage, Dresden / Stuttgart 1991 (Studien und Materialien zur Musikgeschichte Dresdens 3)
- Rudolf Mauersberger (1889–1971). Protokoll der Wissenschaftlichen Konferenz anläßlich des 100. Geburtstages des Kreuzkantors (Herausgabe mit Hans John), Dresdner Hefte 1990, Heft 2 (Beiträge zur Kulturgeschichte 22)
- Die Dresdner Kirchenmusik im 19. und 20. Jahrhundert (Herausgabe), Laaber 1998 (Musik in Dresden 3), ISBN 3-89007-331-X.
- Dresden und die avancierte Musik im 20. Jahrhundert. Teil I: 1900–1933 (Herausgabe mit Hanns-Werner Heister), Laaber 1999 (Musik in Dresden 4)
- Arnold Schönberg in Dresden, Dresden 2001
- Wolfram Steude, Annäherung durch Distanz. Texte zur älteren mitteldeutschen Musik und Musikgeschichte (Herausgabe), Altenburg Kamprad 2001
- Richard Strauss. Essays zu Leben und Werk. (Herausgabe mit Michael Heinemann und Stefan Weiss), Laaber 2002.
- Dresden und die avancierte Musik im 20. Jahrhundert. Teil II: 1933–1966 (Herausgabe mit Hanns-Werner Heister), Laaber 2002 (Musik in Dresden 5)
- Dresden und die avancierte Musik im 20. Jahrhundert. Teil III: 1966–1999 (Herausgabe mit Stefan Weiss), Laaber 2004 (Musik in Dresden 6)
- Kreuzkantor zu Dresden. Rudolf Mauersberger, Bd. 1 der Schriften des Mauersberger-Museums, Mauersberg 2004
- Der Dresdner Kreuzchor. Geschichte, Wirkungsstätten, Schule. (Herausgeber mit Dieter Härtwig), Leipzig 2006
- Märchenoper. Ein europäisches Phänomen (Herausgabe mit Vitus Froesch), Dresden 2007
- Musik im mittelalterlichen Dresden. Vom Werden einer Musikstadt (Herausgabe), Altenburg Kamprad 2008 (Sächsische Studien zur älteren Musikgeschichte 1)
- Die Musikpflege in der evangelischen Schlosskapelle zu Dresden zur Schütz-Zeit (Herausgabe), Altenburg Kamprad 2009 (Sächsische Studien zur älteren Musikgeschichte 3)
- Erkundungen zu Günter Raphael – Mensch und Komponist (Herausgabe), Altenburg Kamprad 2010
- Johann Walter: Torgau und die evangelische Kirchenmusik. Mit einem Geteitwort von Christian Thielemann (Herausgabe), Altenburg 2013 (Sächsische Studien zur älteren Musikgeschichte, Bd. 4)
- Rudolf Mauersberger: Aus der Werkstatt eines Kreuzkantors. Briefe, Texte, Reden (Herausgabe), Marburg 2014 (Schriften des Dresdner Kreuzchores, Bd. 1)
- Wolfram Steude: Heinrich Schütz – Mensch, Werk, Wirkung. Mit einem Geleitwort von Joshua Rifkin (Herausgabe), Marburg 2016 (Dresdner Schriften zur Musik, Bd. 7)
- Dresdner Kreuzchor und zeitgenössische Chormusik. Ur- und Erstaufführungen zwischen Richter und Kreile (Herausgabe), Marburg 2017(Schriften des Dresdner Kreuzchores, Bd. 2)
- Martin Flämig. Vom Wirken eines Kreuzkantors. Briefe, Interviews, Reden, Texte (Herausgabe), Marburg 2018 (Schriften des Dresdner Kreuzchores, Bd. 3)
- Begegnungen mit Peter Schreier (Herausgabe), Beucha/Markkleeberg 2020
- Der Komponist Manfred Weiss. Texte von ihm und anderen Autoren. Mit einem Geleitwort von Christfried Brödel (Herausgabe), Marburg 2023 (Dresdner Schriften zur Musik, Bd. 9)
- Lothar Voigtländer und sein kompositorisches Werk. Texte von ihm und anderen Autoren. Mit einem Geleitwort von Ulrike Liedtke (Herausgabe), Marburg 2023 (Dresdner Schriften zur Musik, Bd. 13)
- Überdada, Componist und Expressionist. Erwin Schulhoff in Dresden. Mit Briefen, Dokumenten und seinem Tagebuch (Herausgabe), Marburg 2023 (Dresdner Schriften zur Musik, Bd. 15)
- Ich bin ein Theatermensch. Udo Zimmermann – Erinnerungen und Dokumente (Herausgabe mit Saskia Zimmermann), Wiesbaden/Leipzig 2024
- Wilfried Krätzschmar und sein kompositorisches Werk. Texte von ihm und anderen Autoren. Mit einem Geleitwort von Peter Gülke (Herausgabe), Marburg 2024 (Dresdner Schriften zur Musik, Bd. 5)
- Noteneditionen von Rudolf Mauersberger als Herausgeber: Christvesper nach Worten der Bibel und des Gesangbuches für Einzelstimmen, 2 Chöre, Instrumente und Orgel (Letztfassung 1963 mit den Turmgesängen) RMWV 7 (Carus Stuttgart Verlag 2002) / Dresdner Requiem nach Worten der Bibel und des Gesangbuches für Einzelstimmen, 3 Chöre, Instrumente und Orgel RMWV 10 (Carus Stuttgart Verlag 1995) / Geh aus, mein Herz, und suche Freud. Geistliche Chorsätze für Chor a cappella (mit Christoph Kircheis; Breitkopf & Härtel Leipzig 1976) / Passionsmusik nach dem Lukasevangelium für 2 Chöre a cappella RMWV 9 (Evangelische Verlagsanstalt Berlin 1980 / Edition Strube München)
- Noteneditionen von Günter Raphael als Herausgeber: Geistliche Chöre a cappella: Vom rechten Glauben für 6-stimmigen Chor (1937) / Es kommt ein Schiff geladen für 2 3-stimmige Chöre (1946) / Vater unser für 16-stimmigen Chor (1945) (Edition Peters Leipzig/Dresden 1984)